# Římskokatolická farnost Krásensko
Římskokatolická farnost Krásensko je územní společenství římských katolíků v Krásensku a okolí, s farním kostelem sv. Vavřince.

## Stručná historie
Farnost existovala již v roce 1390, kolem roku 1600 zanikla. Až v roce 1785 byla zřízena kuracie a v r. 1857 farnost.

## Území farnosti
Do farnosti náleží území těchto obcí:
- Krásensko - farní kostel sv. Vavřince
- Podomí
- Ruprechtov - filiální kostel sv. Václava

## Duchovní správci
Farářem je Radomír Šidleja, v duchovní správě v Ruprechtově občas vypomáhá jáhen Jiří Štrajt z Rychtářova

## Bohoslužby
| Kostel              | Místo      | Bohoslužba           | Bohoslužba                            | Poznámka        |
| ------------------- | ---------- | -------------------- | ------------------------------------- | --------------- |
| Kostel sv. Vavřince | Krásensko  | neděle pondělí pátek | 10:00 17.00 18:00 v létě/17:00 v zimě | farní kostel    |
| Kostel sv. Václava  | Ruprechtov | neděle               | 11:15                                 | filiální kostel |

## Aktivity ve farnosti
Farnost se pravidelně zapojuje do akce Tříkrálová sbírka. V roce 2018 se při ní vybralo 13 027 korun.